# Scuola del Fumetto di Milano
La Scuola del Fumetto di Milano, fondata nel 1979, è la più antica accademia di fumetto in Italia. Nata con lo scopo di formare professionisti nel settore del fumetto, nel tempo si è specializzata anche in altri settori delle arti visive.

## Storia
Fondata nel 1979 dal disegnatore e pubblicista Giuseppe Calzolari, è riconosciuta come la prima accademia privata dedicata al fumetto in Italia. Inizialmente concepita come agenzia specializzata in grafica pubblicitaria, si è evoluta nel tempo divenendo uno dei principali centri di formazione a livello nazionale per il settore del fumetto e dell'illustrazione. Fin dalla sua fondazione, la Scuola del Fumetto si è posta l'obiettivo di formare professionisti nel campo delle arti visive e narrative, valorizzando la creatività dei giovani appassionati.
Per oltre 40 anni, la Scuola del Fumetto ha operato nella sua sede storica in Via Savona 10. A luglio 2023, la sede è stata trasferita in Via Pordenone 8. La nuova sede dispone di spazi dedicati allo studio e alla pratica artistica, con attrezzature aggiornate secondo le tendenze del settore e il supporto di un corpo docente composto da professionisti.

## Didattica
La proposta formativa copre settori tali animazione classica, animazione per videogiochi, digital art, fumetto, graphic novel, illustrazione, manga, sceneggiatura, stop motion; e si divide in:
- Corsi triennali
- Corsi brevi
- Corsi master

La Scuola del Fumetto di Milano offre corsi di formazione professionale finalizzati all'acquisizione di competenze tecniche e narrative necessarie agli studenti per diventare professionisti nel proprio settore.

## Sedi
Le sedi della Scuola del Fumetto si trovano a:
- Milano, in Via Pordenone 8
- Palermo, in Via Dante, 28. Inaugurata nel 2004.[4]
- Verona, in Via G. Marconi 62. Inaugurata nel 2015.[5]

## Trasporti
Sedi di Milano:
- Udine (metropolitana di Milano)